# Dendrobias mandibularis
 Dendrobias mandibularis  (Synonym: Trachyderes mandibularis; englisch Long-jawed Longhorn) ist ein Käfer aus der Familie der Bockkäfer, der in Teilen von Mittel- und Nordamerika von Honduras über Mexiko bis in den Süden und Südwesten der Vereinigten Staaten verbreitet ist.

## Merkmale
Die Käfer werden 18 bis 33 Millimeter lang mit länglich ovaler Körperform. Die Tiere weisen einen Sexualdimorphismus in Bezug auf die Länger der Mandibeln und der Antennen auf, die beide bei den Männchen deutlich verlängert sind, zudem gibt es auch innerhalb der Männchen zwei verschiedene Phänotypen bezogen auf die Länge der vergrößerten Mandibeln. Die Deckflügel (Elytren) sind lang und nach hinten deutlich verjüngt. Kopf, Halsschild und Elytren sind glänzend schwarz, auf den Elytren befinden sich zwei in der Mitte unterbrochene gelbe Querbinden. Die Antennen der Männchen sind länger als der Körper, die der Weibchen deutlich kürzer; sie sind abwechselnd schwarz und gelb geringelt. Namensgebend sind die kräftigen und sehr langen Mandibeln, die länger sind als der Kopf. Diese sind besonders ausgeprägt bei den Männchen, bei denen es zwei verschiedene Phänotypen gibt. Dabei haben die Mandibeln der Gruppe mit einer kürzeren Mandibel eine Länge von 13,1 bis 17,5 % der Elytrenlänge und die mit einer größeren Mandibel eine Länge von 21,7 bis 41,5 % der Elytrenlänge.

## Vorkommen
Der Käfer kommen in Mittel- und Nordamerika von Honduras und Mexiko im Bereich der Halbinsel Yucatán bis nach Texas, New Mexico und den Süden Kaliforniens vor. Sie leben dabei in Laubwäldern und anderen Baumbeständen. Die Art wurde zudem auf den Florida Keys eingeschleppt und seit 2004 ist sie auch auf dem Festland von Florida als Neozoon nachgewiesen. Dabei werden die Tiere auf den Keys auf eine Besiedlung durch die Populationen aus Yucatán zurückgeführt, die Tiere auf dem Festland stammen dagegen wahrscheinlich aus Zentralmexiko oder Texas.

## Lebensweise
Die Larven der Käfer entwickeln sich im Holz abgestorbener Laubbäume, darunter Weiden (Salix), Citrus und Parkinsonia. Auf den Florida Keys wurden Exemplare auf Ravenala madagascariensis, der Surinamkirsche (Eugenia uniflora) und der Echten Feige (Ficus carica) gesammelt, im Manatee County stammen Nachweise von Viburnum obovatum. Im westlichen Mexiko wurde die Art als Schädling an kommerziell genutzten Tamarinden (Tamarindus indica) identifiziert und aus dem Bundesstaat Nayarit wurden Imagines an den Früchten der Stachelannone (Annona muricata) dokumentiert.
Imagines verpaaren sich an den Treffpunkten im Bereich von Harzflüssen oder Früchten, von denen sie sich ernähren. Die Männchen nutzen ihre vergrößerten Mandibeln dabei teilweise bei intrasexuellen Konflikten, wobei die Tiere mit den größeren Mandibeln in der Regel gewinnen. Nachgewiesen ist dieser Vorteil vor allem in Konflikten um die Nahrungsquellen an den Früchten des Saguaro-Kaktus (Carnegiea gigantea) und den selteneren Harzflüssen der Wüstenpflanze Baccharis sarothroides. Bei letzteren ist auch der Paarungserfolg der kleineren Käfer an der Nahrungsquelle geringer und dafür höher im Bereich des Blattwerks, während diese an den Saguaro-Kakteen durch die bessere Verfügbarkeit freier Früchte direkte Konfrontationen mit den größeren Käfern vermeiden können und einen vergleichsweise hohen Paarungserfolg an den Früchten haben.
Die Weibchen legen ihre Eier in die Rinde abgestorbener Äste und Stämme, die Larven fressen sich durch die Rinde und ernähren sich vom Bast zwischen dem Stammholz und der Rinde. Die Entwicklung dauert wahrscheinlich mehrere Jahre, die Verpuppung findet ebenfalls unter der Rinde statt, die Imagines schlüpfen im Juli bis August. Sie sind nachtaktiv, tagsüber finden sich die Imagines unter der lockeren Rinde liegender Baumstämme.
Sowohl die Larven als auch die Käfer werden von Spechten erbeutet und gefressen.

## Systematik

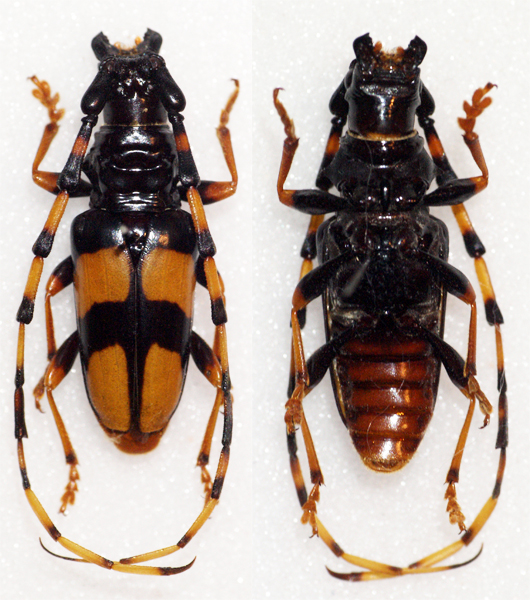
Dendrobius mandibularis, Männchen

Dendrobias mandibularis ist eine eigenständige Art in der Gattung Dendrobias Dupont, 1834, die aus wenigen Arten besteht. Sie wurde von dem französischen Entomologen Henri Dupont im Jahr 1834 als Trachyderes mandibularis wissenschaftlich erstbeschrieben. Die Gattungszuordnung ist je nach Quelle variabel, häufig wird die Art auch als Trachyderes (Dendrobias) mandibularis eingeordnet, wobei Dendrobias als Untergattung betrachtet wird.

## Belege
1. 1 2 3 4  Margery Milne, Susan Rayfield: The Audubon Society field guide to North American insects and spiders. New York 1980, ISBN 0-394-50763-0, S. 592–593.
2. 1 2  Steven K. Goldsmith: Male Dimorphism in Dendrobias mandibularis Audinet-Serville (Coleoptera: Cerambycidae). Journal of the Kansas Entomological Society 58 (3), Juli 1985, S. 534–538. JSTOR.
3. 1 2  Trachyderes mandibularis (Dupont, 1834) bei BioLib; abgerufen am 4. Mai 2021.
4. ↑  Trachyderes mandibularis (Dupont, 1834) auf gbif.org; abgerufen am 4. Mai 2021.
5. 1 2  Michael C. Thomas: A Neotropical Longhorn Beetle (Coleoptera: Cerambycideae) New to the Mainland of Florida. Pest Alert, 25. September 2006, Florida Department of Agriculture and Consumer Services, Division of Plant Industry.
6. ↑  Mario Orozco-Santos, Karina García-Mariscal, José Luis Vázquez-Jiménez, Manuel Robles-González, José Joaquín Velázquez-Monreal, Gilberto Manzo-Sánchez, Daniel Nieto-Ángel: The Long-Jawed Longhorn Beetle (Coleoptera: Cerambycidae) in Tamarid Trees in the Dry Tropic of Mexico — A Brief Revision. Southwestern Entomologist 36 (2), 2011, S. 197–202. doi:10.3958/059.036.0208.
7. ↑  Luis Martín Hernández Fuentes, José Manuel Pineda Ríos, Mario Orozco Santos: Primer Reporte de Trachyderes (Dendrobias) mandibularis Dupont Asociado a Guanábana (Annona muricata L.). Southwestern Entomologist 45 (1), 2020, S. 325–328. doi:10.3958/059.045.0138.
8. ↑  Steven K. Goldsmith: The mating system and alternative reproductive behaviors ofDendrobias mandibularis (Coleoptera: Cerambycidae). Behavioral Ecology and Sociobiology 20, 1987, S. 111–115. doi:10.1007/BF00572632.
9. ↑  Steven K. Goldsmith, John Alcock: The mating chances of small males of the cerambycid beetleTrachyderes mandibularis differ in different environments (Coleoptera: Cerambycidae). Journal of Insect Behavior 6, 1993, S. 351–360. doi:10.1007/BF01048116.
10. ↑  Henri Dupont: Monographie des trachydérides de la famille des Longicornes. Magasin de Zoologie, Paris, 6, 1836; S. 1–51 und 141–164.
11. ↑  Dendrobias mandibularis auf bugguide.net; abgerufen am 4. Mai 2021.